# Homilía sobre San Uriel Arcángel

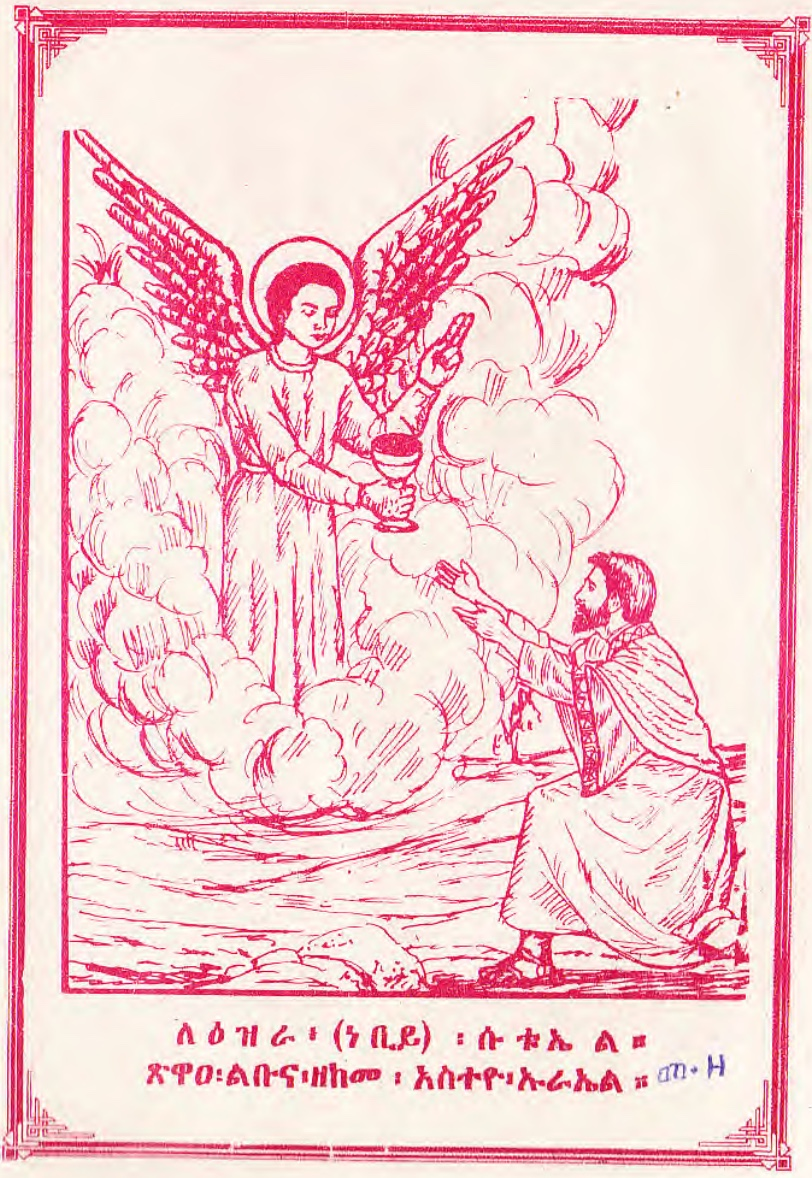
Ilustración representando al arcángel Uriel sosteniendo un cáliz, de la Dǝrsanä ʿUraʾel editada en amhárico.

La Homilía sobre San Uriel Arcángel (en yehén, ድርሳነ ዑራኤል; romanización, Dǝrsanä ʿUraʾel; literalmente, «Homilía sobre Uriel» o «El sermón de Uriel») es una homilía de la Iglesia ortodoxa etíope que contiene una colección de milagros y sermones en honor al arcángel Uriel.

## Descripción
La homilía en sí pertenece a una colección más amplia de homilías dedicadas a los ángeles (Dǝrsanä mälaʾǝkt). Está atestiguada en dos manuscritos en yehén, a saber, la recensión «corta» antigua (EMML 1835) y la recensión «larga» posterior (EMML 1841), ambos conservados en la biblioteca del monasterio de San Esteban. El primero fue copiado durante el reinado del emperador Zara Yaqob (1434–1468), mientras que el otro había sido fechado en el siglo XVII por motivos paleográficos. La veneración de Uriel parece haberse vuelto más popular después de la época de Zara Yaqob, la primera iglesia en Etiopía dedicada a él, fue construida por el emperador Na'od, que reinó entre 1494 y 1508.
Los libros apócrifos del Antiguo Testamento, 4 Esdras y 1 Enoc (ambos considerados canónicos por la Iglesia etíope), sirven como base principal para la homilía. En general, la homilía describe a Uriel como uno de los grandes arcángeles, y como el angelus interpres que ha interpretado profecías a Enoc y Esdras, y el ayudante de los dos.
La homilía es influyente en las tradiciones de la Iglesia etíope sobre el arcángel Uriel, comprende decenas de homilías y milagros atestiguados en más de trece manuscritos. La historia de A Miracle of the Archangel Uriel Worked for Abba Giyorgis of Gasǝč̣č̣a (Un milagro del arcángel Uriel realizado para el abbá Jorge de Sagla) está tomada de la Dǝrsanä ʿUraʾel. Según la homilía, en el momento de la crucifixión de Jesús, Uriel sumergió su ala en la sangre que salió del costado de Cristo y llenó una vasija (copa) con ella. Llevando la copa, voló a Etiopía y roció la sangre en muchos lugares para santificarlos para la construcción de iglesias. Por lo tanto, a menudo se representa a Uriel llevando un cáliz lleno de la sangre de Cristo en la iconografía ortodoxa etíope.